# Castro Verde e Casével
Castro Verde e Casével (oficialmente: União das Freguesias de Castro Verde e Casével) é uma freguesia portuguesa do município de Castro Verde, com 322,77 km² de área e 5289 habitantes (censo de 2021). A sua densidade populacional é 16,4 hab./km².

## História
Foi constituída em 2013, no âmbito de uma reforma administrativa nacional, pela agregação das antigas freguesias de Castro Verde e Casével e tem a sede em Castro Verde.

## Demografia
A população registada nos censos foi:
| Distribuição da População por Grupos Etários | Distribuição da População por Grupos Etários | Distribuição da População por Grupos Etários | Distribuição da População por Grupos Etários | Distribuição da População por Grupos Etários | Distribuição da População por Grupos Etários |
| -------------------------------------------- | -------------------------------------------- | -------------------------------------------- | -------------------------------------------- | -------------------------------------------- | -------------------------------------------- |
| Antes da agregação                           |                                              |                                              |                                              |                                              |                                              |
| Ano                                          | 0-14 anos                                    | 15-24 anos                                   | 25-64 anos                                   | >= 65 anos                                   | Total                                        |
| 2001                                         | 749                                          | 693                                          | 2674                                         | 1069                                         | 5185                                         |
| 2011                                         | 770                                          | 569                                          | 2853                                         | 1154                                         | 5346                                         |
| Após a agregação                             |                                              |                                              |                                              |                                              |                                              |
| Ano                                          | 0-14 anos                                    | 15-24 anos                                   | 25-64 anos                                   | >= 65 anos                                   | Total                                        |
| 2021                                         | 705                                          | 537                                          | 2783                                         | 1264                                         | 5289                                         |